# Spinochordodes tellinii
Spinochordodes tellinii är en tagelmaskart som först beskrevs av Lorenzo Camerano 1888.  Spinochordodes tellinii ingår i släktet Spinochordodes och familjen Chordodidae. Inga underarter finns listade i Catalogue of Life.

## Bildgalleri

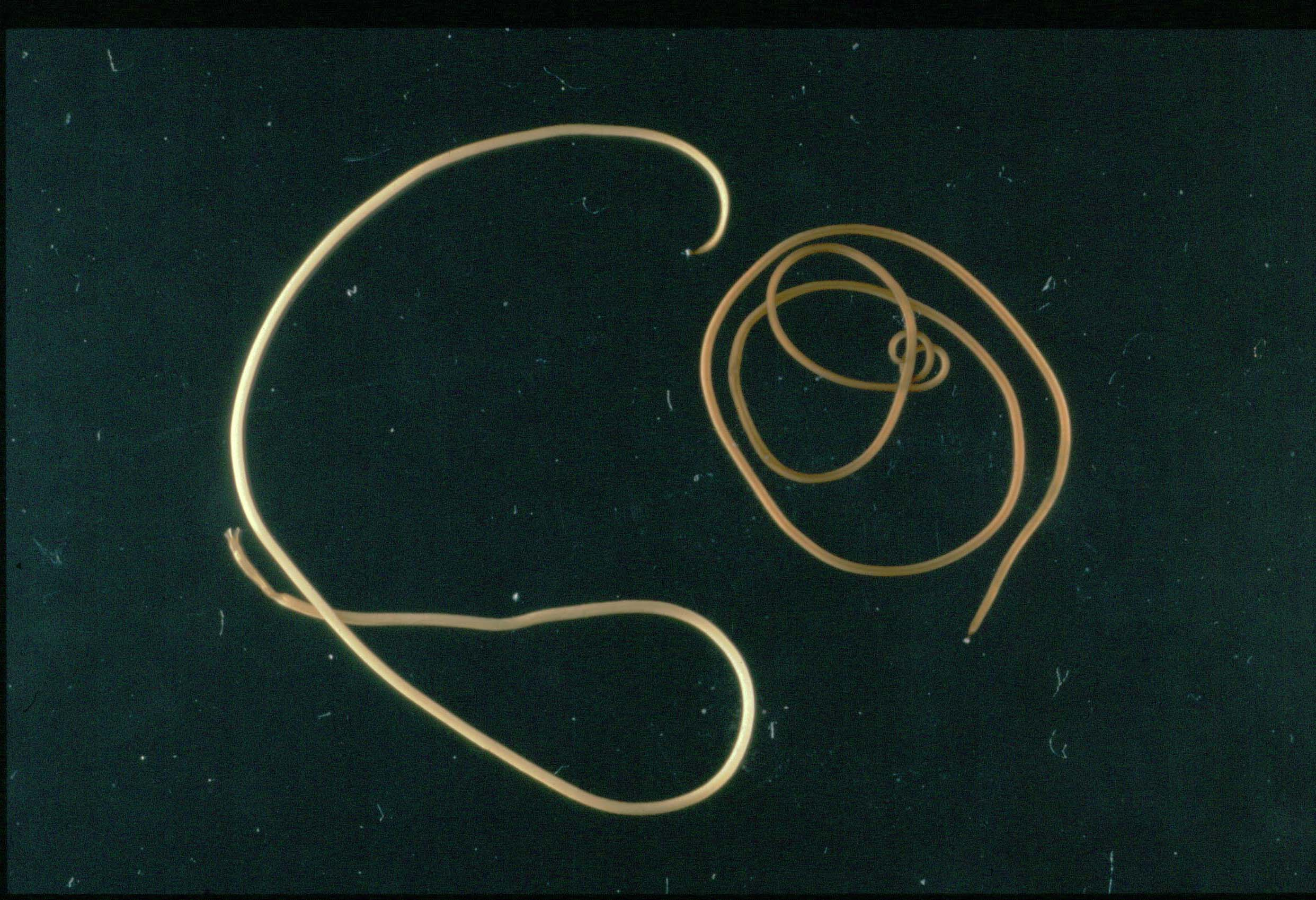